# الطريق الخارجي رقم 1
الطريق الخارجي رقم 1 في العراق يصل من بغداد إلى القامشلي في سوريا. ويمر بكل من التاجي والدجيل وبلد وسامراء وتكريت وبيجي والموصل ثم الى منفذ ربيعة الحدودي مع سوريا.